# Acronicta haesitata
Acronicta haesitata (tên tiếng Anh: Hesitant Dagger Moth) là một loài bướm đêm thuộc họ Noctuidae. Nó được tìm thấy ở Nova Scotia tới South Carolina, phía tây đến Texas, phía bắc đến Ontario.
Sải cánh dài 30–43 mm. Con trưởng thành bay từ tháng 4 đến tháng 9 tùy theo địa điểm. It has two generations per year ở phía nam và một lức ở phía bắc.
Ấu trùng ăn lá của cây sồi đỏ và cây sồi trắng.